# Ancepaspis anomala
Ancepaspis anomala är en insektsart som först beskrevs av Green 1915.  Ancepaspis anomala ingår i släktet Ancepaspis och familjen pansarsköldlöss. Inga underarter finns listade i Catalogue of Life.